# Go On (serie televisiva)
Go On è una serie televisiva statunitense creata da Scott Silveri e con protagonista Matthew Perry.
L'episodio pilota della serie è stato trasmesso in prima visione assoluta sul canale televisivo NBC l'8 agosto 2012, in concomitanza con i Giochi olimpici di Londra 2012, per poi essere trasmessa regolarmente sempre sullo stesso canale a partire dall'11 settembre.

## Trama
Ryan King è un giornalista sportivo che, dopo aver perso la moglie in un incidente stradale, viene obbligato dal suo capo ad unirsi ad un gruppo di terapia per elaborare correttamente il suo dolore. Anche se inizialmente crede di non averne bisogno, presto si rende conto che frequentarlo non potrà che fargli bene.

## Personaggi e interpreti

### Personaggi principali
- Ryan King, interpretato da Matthew Perry.
Il protagonista della serie. È un giornalista sportivo che, dopo la perdita della moglie in un incidente automobilistico, si unisce ad un gruppo di terapia.
- Lauren Schneider, interpretata da Laura Benanti.
È la leader del gruppo di sostegno al quale si unisce Ryan.
- Anne, interpretata da Julie White.
È una dei membri del gruppo che, elaborando il dolore generato dalla perdita della compagna omosessuale, è rimasta "bloccata" nella fase della rabbia.
- Yolanda, interpretata da Suzy Nakamura.
È una dei membri del gruppo, unitasi al gruppo perché il suo fidanzato l'ha lasciata. Pensa che tutto sia "troppo sessuale".
- Owen, interpretato da Tyler James Williams.
È uno dei membri del gruppo il cui fratello è rimasto in coma a seguito di un incidente sugli sci.
- Mr. K, interpretato da Brett Gelman.
È un misterioso membro del gruppo a cui gli altri componenti hanno paura di chiedere quale sia il dolore che abbia dovuto affrontare.
- Steven, interpretato da John Cho.
È il capo di Ryan, che lo costringe ad unirsi al gruppo di sostegno.
- Sonia, interpretato da Sarah Baker.
È una dei membri del gruppo, in lutto per la morte del gatto Cinderella.

### Personaggi secondari
- Don, interpretato da Khary Payton.
È uno dei membri del gruppo la cui moglie lo ha lasciato a causa dei suoi gravi problemi finanziari. Appare solo nel primo episodio.
- George, interpretato da Bill Cobbs.
Uno dei membri del gruppo di terapia, cieco, con diversi problemi di salute.
- Carrie, interpretata da Allison Miller.
È l'assistente personale di Ryan.

## Episodi
| Stagione       | Episodi | Prima TV USA | Prima TV Italia |
| -------------- | ------- | ------------ | --------------- |
| Prima stagione | 22      | 2012         | inedita         |

## Produzione
Il 23 gennaio 2012 la NBC ordinò la produzione dell'episodio pilota della serie creata da Scott Silveri dal titolo Go On.
Il casting per i personaggi principali iniziò nel mese di febbraio, e le prime due attrici ad unirsi al cast furono Julie White e Suzy Nakamura rispettivamente nei ruoli dei membri del gruppo di terapia Anne e Yolanda. Il 1º marzo venne aggiunto al cast Matthew Perry, a cui venne affidato il ruolo del protagonista Ryan King. Sempre nel mese di marzo vennero aggiunti al cast gli attori Allison Miller, Khary Payton e Laura Benanti, rispettivamente nei ruoli di Carrie l'assistente di Ryan, del membro del gruppo di terapia Don e della leader del gruppo Lauren Schneider. Nonostante Khary Payton fosse stato inizialmente inserito nel cast principale, il 23 maggio l'attore venne tolto dal cast e il personaggio che avrebbe dovuto interpretare cancellato dalla sceneggiatura. Ultimi attori ad unirsi al cast principale furono Tyler James Williams e John Cho nei ruoli del membro del gruppo di terapia Owen e del capo di Ryan, Steven. A partire dal quattordicesimo episodio l'attrice Sarah Baker, già apparsa nel ruolo del personaggio ricorrente Sonia nei precedenti episodi, venne promossa al cast principale.
Il 20 aprile 2012 la NBC ordinò la produzione di una prima stagione della serie composta da tredici episodi. Il 2 ottobre dello stesso anno, grazie ai buoni ascolti ottenuti dai primi episodi, la NBC ordinò inoltre la creazione di una stagione completa della serie composta da ventidue episodi.
Il 10 maggio 2013, dopo una media d'ascolto della seconda parte della stagione ritenuta non soddisfacente, la rete annunciò la volontà di non rinnovare la serie per una seconda stagione.